# 第16回国民体育大会

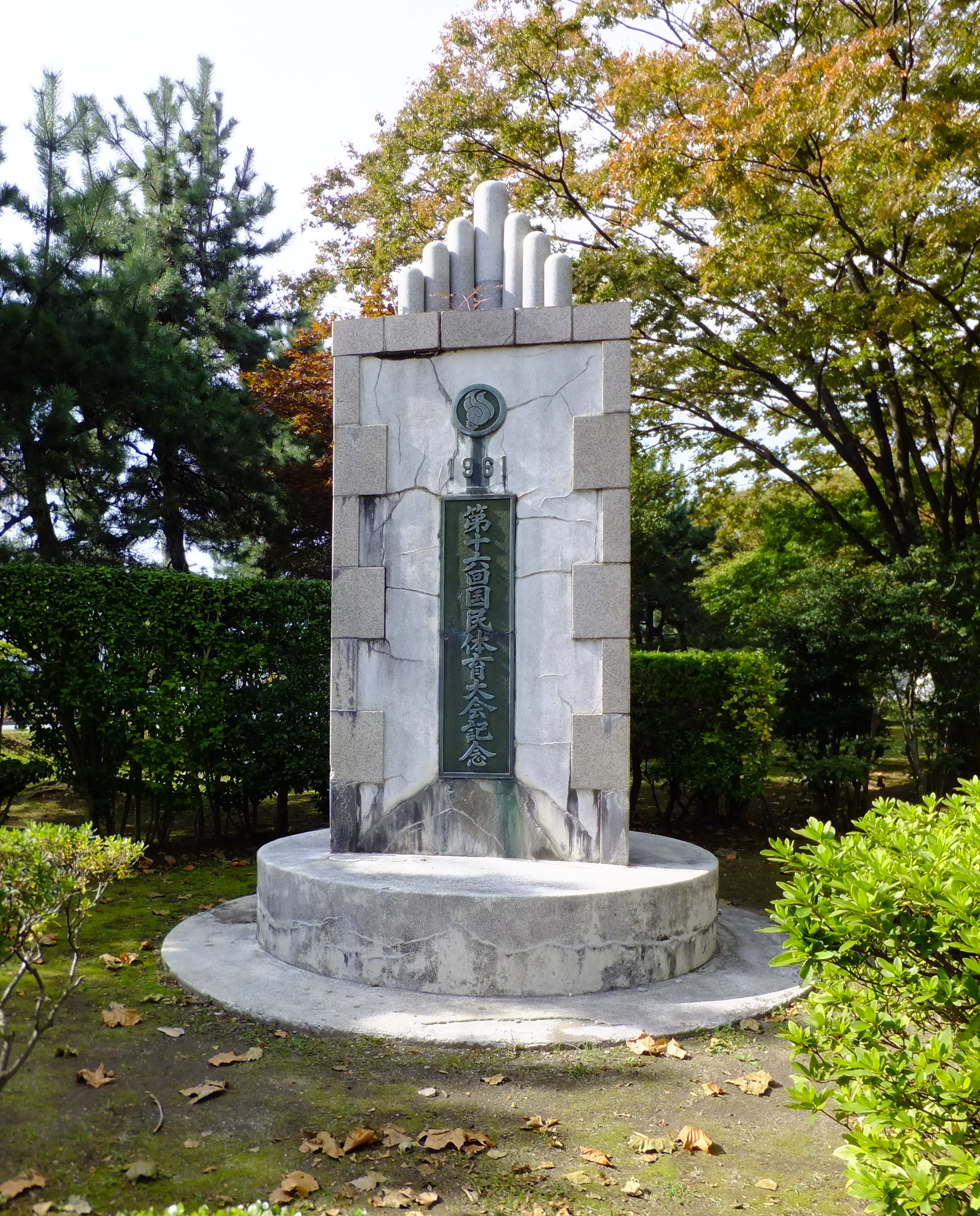
秋田市の八橋運動公園内にある国体開催記念碑

第16回国民体育大会（だい16かいこくみんたいいくたいかい）は、1961年（昭和36年）に秋田県を中心に開催された。通称・『秋田まごころ国体』

## 概要
「明るい国体」をスローガンに、19,859名の参加者（夏季大会・秋季大会・冬季大会合計）により開催された。
夏季大会（9月14日 - 9月17日）は、漕艇・水泳・ヨットの3競技が秋田市・福島県会津若松市・宮城県七ヶ浜町で開催された。秋季大会（10月8日 - 10月13日）は、秋田市の八橋運動公園陸上競技場を主会場に、28競技が秋田県内21市町村58会場で開催された。なお、同年の冬季大会は、スケート（1月22日 - 1月25日）が長野県軽井沢町、スキー（2月11日 - 2月14日）が新潟県高田市（現・上越市）で開催された。

## エピソード
- この年の天皇杯・皇后杯は東京都が獲得した。
- この大会から46年後の2007年（平成19年）に、秋田県で2回目の国体として開催された第62回国民体育大会「秋田わか杉国体」において、秋田県は初の天皇杯・皇后杯を獲得している[3][4]。
- 当時、秋田県内では各都道府県からの選手・役員に対して十分な宿泊施設を確保することができず、やむを得ず約7,000名に一般家庭に宿泊してもらう「民泊」を導入したが、温かい県民性が発揮され「民泊国体」「まごころ国体」として高く評価された[1]。

## 冬季大会

### スケート競技会
第16回国民体育大会冬季大会スケート競技会は、1月22日～1月25日に長野県軽井沢町で開催された。

#### 実施競技・会場一覧
| 競技名   | 競技名         | 会場地   | 会場                   |
| -------- | -------------- | -------- | ---------------------- |
| スケート | スピード       | 軽井沢町 | 軽井沢スケートセンター |
| スケート | フィギュア     | 軽井沢町 | 軽井沢スケートセンター |
| スケート | アイスホッケー | 軽井沢町 | 軽井沢スケートセンター |

### スキー競技会
第16回国民体育大会冬季大会スキー競技会は、2月13日～2月16日に新潟県高田市 (現上越市)、妙高高原町 (現妙高市)で開催された。

## 夏季大会

### 実施競技
- 漕艇
- 水泳
- ヨット

## 秋季大会

### 実施競技
- 陸上競技
- サッカー
- スキー
- テニス
- ホッケー
- ボクシング
- バレーボール
- 体操
- バスケットボール
- スケート
- レスリング
- ウェイトリフティング
- ハンドボール
- 自転車競技
- ソフトテニス
- 卓球
- 軟式野球
- 相撲
- 馬術
- フェンシング
- 柔道
- ソフトボール
- バドミントン
- 弓道
- ライフル射撃
- 剣道
- ラグビー
- クレー射撃
- 高校野球

## 総合成績

### 天皇杯
- 1位 - 東京都
- 2位 - 秋田県
- 3位 - 愛知県

### 皇后杯
- 1位 - 東京都
- 2位 - 愛知県
- 3位 - 大阪府